# Edward O. Phillips
Pour les articles homonymes, voir Phillips.
Edward O. Phillips, né le 26 novembre 1931 à Montréal et mort le 30 mai 2020, est un écrivain canadien, auteur de roman policier.

## Biographie
Il grandit à Westmount, une ville enclavée, aisée et anglophone de Montréal.
Il amorce des études supérieures à l'université McGill, puis s'inscrit en droit à l'université de Montréal, avant de poursuivre ses études à l'université Harvard et à l'université de Boston. Il est enseignant pendant sept ans dans des institutions publiques et privées, mais consacre alors une partie de son temps à la peinture.
En 1981, il publie son premier roman, Sunday’s Child, premier volume d'une série consacrée à Geoffrey Chadwick, un détective privé homosexuel de Montréal. Avec le deuxième volume de cette série, Buried on Sunday, paru en 1986, il est lauréat du prix Arthur-Ellis 1987 du meilleur roman.
Sa nouvelle Matthew and Chauncy est adapté par Anne Claire Poirier en 1989 sous le titre Salut Victor.
Edward O. Phillips est ouvertement gay.[réf. nécessaire]

## Œuvre

### Romans

#### SérieGeoffrey Chadwick
- Sunday’s Child (1981)
- Buried on Sunday (1986)
- Sunday Best (1990)
- Working on Sunday (1998)
- Voyage on Sunday (2004)
- A Month of Sundays (2012)

#### Autres romans
- Where There’s a Will (1984), réédité sous le titre Death Is Relative en 1985
- The Landlady'S Niece (1992)
- The Mice Will Play (1998)
- No Early Birds (1998)
- Queen's Court (2007)

### Nouvelle
- Matthew and Chauncy

## Adaptation
- 1989 : Salut Victor, film canadien réalisé par Anne Claire Poirier, adaptation de la nouvelle Matthew and Chauncy

## Prix et distinctions

### Prix
- Prix Arthur-Ellis 1987 du meilleur roman pour Buried on Sunday[2]